# 維羅·查爾斯·德里菲爾德

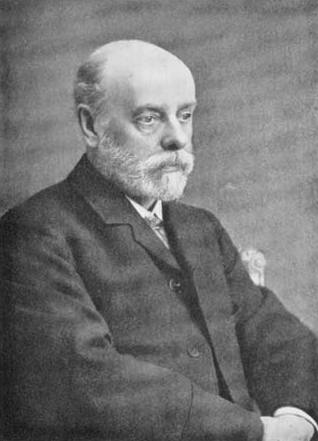

維羅·查爾斯·德里菲爾德（Vero Charles Driffield，1858年5月7日—1915年11月14日）是英國化學家，他潛心研究攝影膠卷感光測定及密度測定之關係，與菲迪南·赫爾特一同提出HD曲線，合作發表八篇論文。1898年，他們榮獲皇家攝影學會的進步奬。

## 另見
- HD曲線